# Dorymyrmex flavescens
Dorymyrmex flavescens este o specie de furnică din genul Dorymyrmex. Descrisă de Gustav Mayr în 1866, specia este endemică Argentina.